# Who Feels Love?
Singles de Oasis
Where Did It All Go Wrong?
(2000) Sunday Morning Call
(2000)
Pistes de Standing on the Shoulder of Giants
Go Let It Out Put Yer Money Where Yer Mouth Is
Who Feels Love? est un morceau du groupe de rock anglais Oasis, deuxième single de leur quatrième album studio Standing on the Shoulder of Giants. Il a atteint la 4e position de l'UK singles chart, et bien qu'il fût un succès commercial, le single ne parvint pas à décrocher le titre de "disque d'argent", titre qu'avaient reçus les 11 précédents singles du groupe.
L'ambiance orientale qui se dégage du morceau est représentative de cet album très progressif aux allures du Revolver des Beatles, avec de nouvelles textures musicales, des sons "psychédéliques" (le sitar électrique n'est pas sans faire penser aux créations de George Harrison, telle Within You Without You) et des paroles pour la plupart oniriques.
Malgré tout, le single ne fut pas reçu à sa juste valeur auprès des critiques. Pour exemple, NME a dit que la production "l'emportait sur toutes sortes de sensations de spiritualité "maharishienne" que même Liam ne pouvait sauver du royaume de l'auto-dérision". Le musicien irlandais Rob Smith déclara pourtant dans une interview à la télévision irlandaise nationale en décembre 2006 que c'était "la chanson la plus sous-estimée de tous les temps" et qu'elle devait "être louée pour son génie".
Le clip musical présentant le groupe marchant dans le désert a été tourné dans la "Death Valley" californienne.

## Pistes
- CD RKIDSCD 003

1. Who Feels Love? - 5:45
2. One Way Road - 4:03
3. Helter Skelter (Lennon/McCartney) - 5:51

- 7" vinyle RKID 003

1. Who Feels Love? - 5:45
2. One Way Road - 4:03

- 12" vinyle RKID 003T

1. Who Feels Love? - 5:45
2. One Way Road - 4:03
3. Helter Skelter - 5:51

- Cassette RKIDCS 003

1. Who Feels Love? - 5:45
2. One Way Road - 4:03

- CD (édition japonaise)

1. Who Feels Love? - 5:44
2. One Way Road - 4:03
3. Gas Panic! (demo) - 6:39

- Le CD britannique contenait également la vidéo promotionnelle de Who Feels Love?.
- Helter Skelter a été enregistré durant les sessions de Be Here Now, 3e album d'Oasis, et repris durant la tournée de l'album Standing on the Shoulder of Giants.